# Alexander Ring
Alexander Michael Ring (ur. 9 kwietnia 1991 w Helsinkach) – piłkarz fiński grający na pozycji defensywnego pomocnika w amerykańskim klubie Austin FC. W styczniu 2012 roku został wypożyczony do Borussii Mönchengladbach.

## Kariera klubowa
Karierę piłkarską Ring rozpoczynał w juniorach takich klubów jak: VfL Lannesdorf, RSC Anderlecht i Bayer 04 Leverkusen. Następnie wrócił do ojczyzny i został zawodnikiem HJK Helsinki. W latach 2009–2010 grał w rezerwach tego klubu w drugiej lidze fińskiej, występujących pod nazwą Klubi-04. 31 lipca 2010 roku zadebiutował w barwach HJK w pierwszej lidze fińskiej w wygranym 3:0 domowym meczu z Vaasanem Palloseura. W 2010 roku został wypożyczony do Tampere United (debiut: 10 września 2010 w wygranym 1:0 meczu z FC Lahti). Na początku 2011 roku wrócił do HJK i stał się jego podstawowym zawodnikiem. W 2010 i 2011 roku wywalczył z HJK mistrzostwo Finlandii. W 2011 roku zdobył też Puchar Finlandii.
| Sezon   | Klub                     | Kraj      | Rozgrywki     | Mecze | Bramki |
| ------- | ------------------------ | --------- | ------------- | ----- | ------ |
| 2009    | Klubi-04                 | Finlandia | Ykkönen       | 15    | 3      |
| 2010    | Klubi-04                 | Finlandia | Ykkönen       | 19    | 6      |
| 2010    | HJK Helsinki             | Finlandia | Veikkausliiga | 3     | 0      |
| 2010    | Tampere United           | Finlandia | Veikkausliiga | 4     | 1      |
| 2011    | HJK Helsinki             | Finlandia | Veikkausliiga | 24    | 2      |
| 2011/12 | Borussia Mönchengladbach | Niemcy    | Bundesliga    | 8     | 0      |
| 2012/13 | Borussia Mönchengladbach | Niemcy    | Bundesliga    | 6     | 0      |

## Kariera reprezentacyjna
W swojej karierze Ring grał w reprezentacji Finlandii U-21. W dorosłej reprezentacji zadebiutował 7 czerwca 2011 roku w przegranym 0:5 meczu eliminacji do Euro 2012 ze Szwecją.